# (5088) Tancredi
(5088) Tancredi – planetoida z pasa głównego asteroid okrążająca Słońce w ciągu 5 lat i 175 dni w średniej odległości 3,11 j.a. Została odkryta 22 sierpnia 1979 roku w Obserwatorium La Silla przez Claesa Lagerkvista. Nazwa planetoidy pochodzi od Gonzalo Tancrediego (ur. 1963), urugwajskiego astronoma. Przed jej nadaniem planetoida nosiła oznaczenie tymczasowe (5088) 1979 QZ1.